# Blythipicus
Blythipicus ist eine Gattung der Vögel aus der Familie der Spechte (Picidae). Die Gattung umfasst nur zwei Arten, die klein bis mittelgroß und insgesamt sehr düster gefärbt sind und jeweils große Teile Südostasiens bewohnen. Beide Arten sind eng an Wald mit dichtem und wenig lichtdurchlässigem Unterwuchs gebunden, wo sie sich meist nur wenige Meter über dem Boden aufhalten. Die Nahrung besteht vor allem aus Larven holzbewohnender Käfer sowie Termiten und Ameisen. Beide Arten werden von der IUCN als ungefährdet („least concern“) eingestuft.

## Beschreibung
Die beiden Arten sind kleine bis mittelgroße Spechte mit kurzem Schwanz und einem langen, geraden, meißelförmig zugespitzten und an der Basis breiten Schnabel. Die Nasenlöcher sind befiedert und liegen weit auseinander. Die vierte (äußere) Zehe ist etwas länger als die beiden Vorderzehen, die erste (innerste) Zehe ist kurz. Diese Spechte sind insgesamt sehr düster braun bis rotbraun und auf der Oberseite gebändert. Die Arten zeigen hinsichtlich der Färbung einen nicht sehr auffallenden Geschlechtsdimorphismus; Männchen haben im Nacken und an den Kopfseiten rote Partien, die den Weibchen fehlen.

## Systematik
Die Gattung umfasst zwei Arten: 
- Maronenspecht (Blythipicus rubiginosus) (Swainson, 1837)
- Rotohrspecht (Blythipicus pyrrhotis) (Hodgson, 1837)